# 叶穗香茶菜
叶穗香茶菜（学名：Isodon phyllostachys）为唇形科香茶菜属下的一个种。也称薄叶叶穗香茶菜。